# 多菲内山

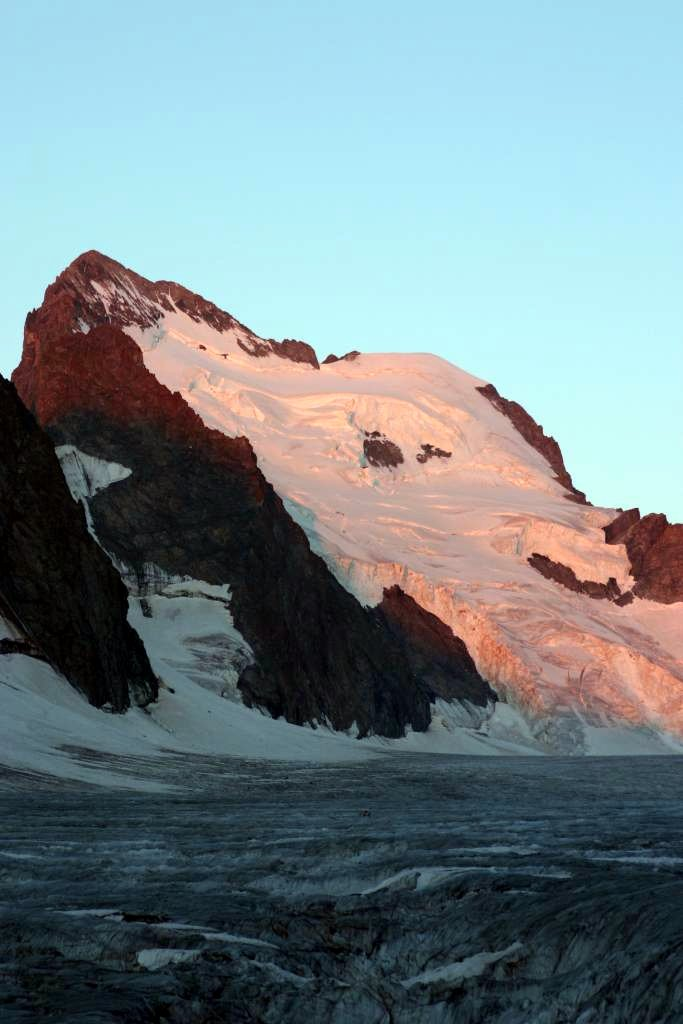

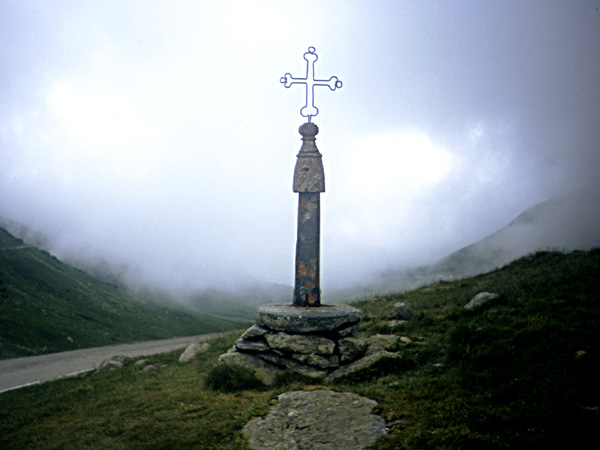

多菲内山（法语：Alpes du Dauphiné）是法國的山脈，是西阿爾卑斯山脈的一部分，橫跨隆河-阿爾卑斯和普羅旺斯-阿爾卑斯-蔚藍海岸，長169公里、寬248公里，面積25,405平方公里，最高點海拔高度4,102米。

## 外部連結
- French official cartography (Institut Géographique National - IGN); on-line version: www.geoportail.fr（页面存档备份，存于）